# كأس نيوزيلندا 1945
كأس نيوزيلندا 1945 (بالإنجليزية: 1945 Chatham Cup)‏ هو موسم من كأس نيوزيلندا. فاز فيه Western A.F.C. ‏.